# جاي د. كينغ
جاي د. كينغ (بالإنجليزية: J. D. King)‏ هو مغن مؤلف ومهندس أمريكي، ولد في 5 فبراير 1984 في كورونا في الولايات المتحدة.

## وصلات خارجية
- الموقع الرسمي